# Алхазов, Тофик Гасан оглы
Тофик Гасан оглы Алхазов (азерб. Alxazov Tofiq Həsən oğlu; 27 сентября 1932, Баку — 2020) — азербайджанский химик, доктор химических наук, член-корреспондент НАНА.

## Биография
Окончил Азербайджанский индустриальный институт по специальности «технология нефти и газа». В 1989 г. был избран членом-корреспондентом НАНА (специальность: химическая кинетика и катализ). Имеет звание профессора по специальности физическая химия. В настоящее время является научным консультантом компании Парсонс.

## Научная деятельность
Алхазовым Т. Г. впервые была экспериментально показана возможность осуществления окислительного дегидрирования алкилароматических углеводородов, выявлена роль кислорода в процессе образования продуктов уплотнения на твердых оксидных катализаторах и разработаны лучшие в мире высокоселективные катализаторы для окисления сероводорода до элементарной серы (лицензия продана американской компании Parsons).
Под руководством Т. Г. Алхазова защищено 36 кандидатских и 5 докторских диссертаций.

## Основные научные работы
- Алхазов Т. Г., Лисовский А. Е. Окислительное дегидрирование углеводородов. М., Химия, 1980. 238 с.
- Алхазов Т. Г., Марголис Л. Я. Глубокое каталитическое окисление органических веществ. М., Химия, 1985. 186 с.
- Алхазов Т. Г., Марголис Л. Я. Высокоселективные катализаторы окисления углеводородов. М., Химия, 1988. 190 с.
- Алхазов Т. Г. Организация научно-исследовательской работы в Азербайджанском институте нефти и химии им. М.Азизбекова. М, 1974. 18 с.
- Алхазов Т. Г., Амиргулян Н. С. Сернистые соединения природных газов и нефти. М., Недра , 1989. 151 с.
- Алхазов Т. Г., Мейсснер Р. Е. Катализаторы и процесс селективного окисления сероводорода в элементарную серу. Патент США 5603913, 18.02.97 г.
- Алхазов Т. Г., Мейсснер Р. Е. Процесс селективного окисления сероводорода в элементарную серу. Патент США 5891415, 06.04.99 г.[4]